# Боливар (Мисури)
Боливар (енгл. Bolivar) град је у америчкој савезној држави Мисури.

## Демографија
По попису из 2010. године број становника је 10.325, што је 1.182 (12,9%) становника више него 2000. године.
| Група             | 2000.         | 2010.         |
| Белци             | 8.748 (95,7%) | 9.633 (93,3%) |
| Афроамериканци    | 79 (0,9%)     | 155 (1,5%)    |
| Азијати           | 35 (0,4%)     | 64 (0,6%)     |
| Хиспаноамериканци | 128 (1,4%)    | 259 (2,5%)    |
| Укупно            | 9.143         | 10.325        |